# Manihot pusilla
Manihot pusilla är en törelväxtart som beskrevs av Johann Baptist Emanuel Pohl. Manihot pusilla ingår i släktet Manihot och familjen törelväxter. Inga underarter finns listade i Catalogue of Life.